# Muerte de Mamérita Mestanza Chávez
La muerte de Mamérita Mestanza Chávez refiere a la muerte de Mamérita Mestanza, una mujer indígena peruana quien después de ser sometida a una esterilización forzada murió por negligencia médica. El caso de Mamérita Mestanza representa la situación de miles de mujeres en Perú, la mayoría de ellas indígenas y campesinas quienes fueron víctimas de las políticas públicas de esterilización forzada que se implementaron durante el régimen de Fujimori.

## Mamérita Mestanza Chávez
María Mamérita Mestanza Chávez era una mujer indígena del departamento de Cajamarca, Perú. Vivía con su pareja Jacinto Salazar Juárez y era madre de 7 hijos. 

## Crónica de los hechos

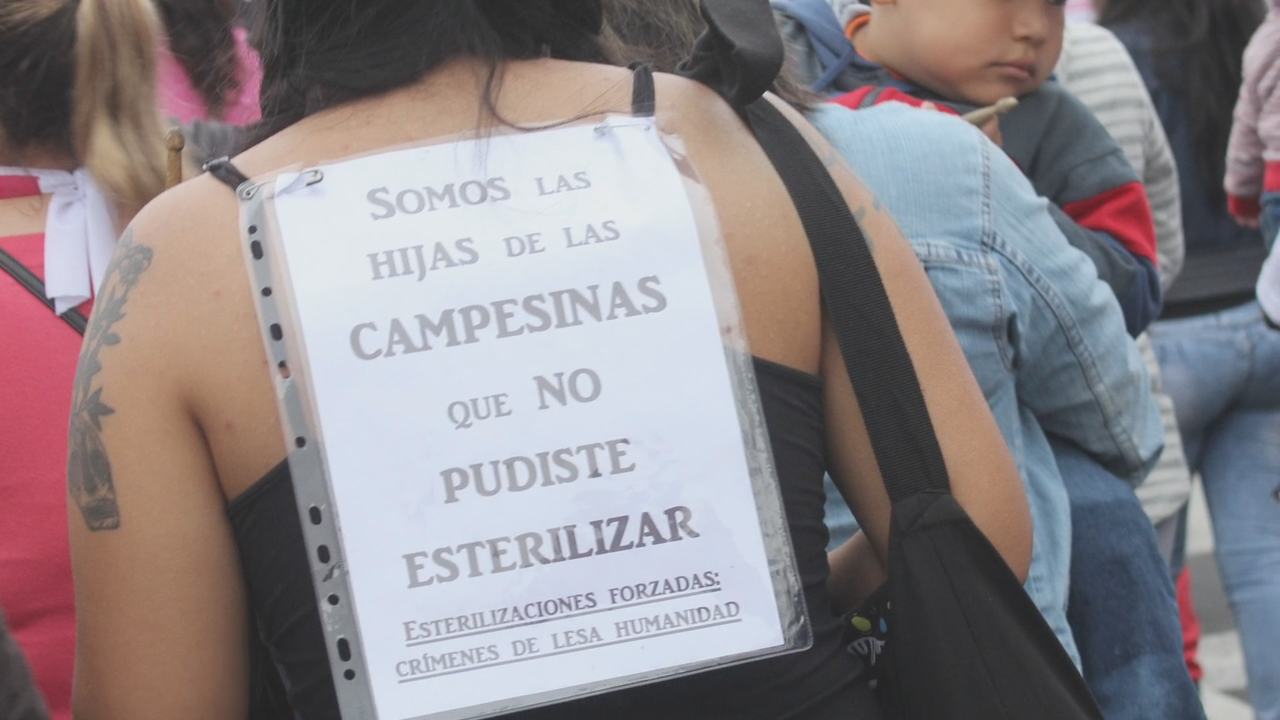

En 1996, profesionales de salud del distrito de La Encañada en la provincia de Cajamarca comenzaron a presionar a Mamérita para que se sometiera a una ligadura de trompas. A lo largo de estas visitas, la intimidaban y amenazaban con enviarla a prisión a ella y a su compañero Jacinto, si no se realizaba este procedimiento. 
Fue en marzo de 1998 cuando después de haber recibido varias visitas, Mamérita accedió. Sin embargo, nunca fue informada sobre los riesgos, consecuencias o cuidados del procedimiento. María pidió atención posoperatoria sin recibir ningún tipo de atención. 
El 4 de abril de 1998, Mamérita falleció de una infección que se le agravó por esta falta de atención médica.
Ya en 1999, el caso fue presentado ante la Comisión Interamericana de Derechos Humanos por un grupo de organizaciones. Aunque en 2001 se llegó a un acuerdo de solución amistosa entre las organizaciones y el Estado peruano, los compromisos quedaron pendientes: en particular una investigación exhaustiva de los hechos, y sanciones penales contra los responsables.